# Povedkovo določilo
Povedkovo določilo je del povedka ob pomožnem glagolu (vezi). 
V vlogi povedkovega določila je navadno samostalniška ali pridevniška beseda v imenovalniku ali pa glagol v nedoločniku.
Po pomenu se povedkova določila delijo na opisujoča in na identificirajoča. Opisujoče povedkovo določilo nanosnika osebka opisuje, npr. v stavku Brežice so lepo mesto, kjer povedkovo določilo lepo mesto opiše kraj Brežice. Identificirajoče povedkovo določilo pa osebku priredi vrednost, ki je izražena v povedkovem določilu. Npr. v stavku to lepo mesto so Brežice je osebku kot spremenljivki to lepo mesto prirejena vrednost Brežice.

### Primeri
Primeri povedkovih določil v stavkih so:
- Konj je še mlad. (celoten povedek: je še mlad)
- Ti si pravi junak. (celoten povedek: si pravi junak)
- Film mi je všeč. (celoten povedek: je všeč)

(povedkova določila so napisana krepko)